# Сєчєнова Євгенія Іванівна
Євгенія Іванівна Сеченова (17 серпня 1918, Севастополь — 25 червня 1990) — радянська легкоатлетка. Заслужений майстер спорту СРСР (1947). Чемпіонка Європи 1946 року на дистанціях 100 м і 200 м. Рекордсменка світу в естафеті 4 × 200 м (1950).

## Біографія
Виступала за спортивне товариство «Динамо» (Москва).
У 28 років на дебютному для збірної СРСР чемпіонаті Європи 1946 року Сеченова стала дворазовою чемпіонкою, вигравши біг на 100 м і 200 м. У змаганні на 100 м вона встановила рекорд СРСР, випередивши найближчу суперницю на 0,3 с; з таким же результатом цю дистанцію на Іграх 1 948 виграла Бланкерс-Кун, яка на цьому чемпіонаті Європи виступала в інших видах програми. За легку і елегантну манеру бігу журналісти прозвали Сєчєнову «найшвидшою ланню Європи».
На чемпіонаті Європи 1950 року Сєчєнова на цих дистанціях завоювала срібні медалі, програвши Бланкерс-Кун, а після Олімпійських ігор 1952 року закінчила спортивну кар'єру.
Результати, які показувала Сєчєнова, входили до десятки кращих світових результатів сезону: в бігу на 100 м (1941, 1944—1951), 200 м (1939—1940, 1944—1946, 1948—1951) і стрибках в довжину (1945). У 1946 році вона мала найкращі показники в бігу на 100 м і 200 м. 19-разова чемпіонка СРСР (1939—1951) в бігу і естафетах.
Авторка книги: Сеченова Е. Мой бег на 200 метров. — М.: «Физкультура и спорт», 1941. — 40 с. (рос.)
Похована на Востряковському кладовищі в Москві.

## Нагороди
- Орден Трудового Червоного Прапора (1957)

## Спортивні досягнення
|       | Біг на 200 м | Біг на 200 м | Естафета 4 × 100 м  | Естафета 4 × 100 м                                              |
| Місце | результат    | Місце        | Результат (команда) |                                                                 |
| ----- | ------------ | ------------ | ------------------- | --------------------------------------------------------------- |
| 1952  | 5 (півфінал) | 25,2         | 4                   | 46,3 — СРСР: І. Турова, Є. Сєчєнова, Н. Хникіна, В. Калашникова |

|       | Біг на 100 м | Біг на 100 м | Біг на 200 м | Біг на 200 м | Естафета 4 × 100 м  | Естафета 4 × 100 м                                              |
| Місце | результат    | Місце        | результат    | Місце        | Результат (команда) |                                                                 |
| ----- | ------------ | ------------ | ------------ | ------------ | ------------------- | --------------------------------------------------------------- |
| 1946  | 1            | 11,9         | 1            | 25,4         | 3                   | 48,7 — Р СРСР: Є. Сєчєнова, В. Фокіна, О. Гокієлі, В. Васильєва |
| 1950  | 2            | 12,3         | 2            | 24,8         | 3                   | 47,5 — СРСР: С. Мальшина, З. Духович, О. Гокієлі, Є. Сєчєнова   |

|       | Біг на 100 м | Біг на 100 м | Біг на 200 м | Біг на 200 м | Естафета 4 × 100 м  | Естафета 4 × 100 м | Естафета 4 × 200 м  | Естафета 4 × 200 м  | Стрибки в довжину | Стрибки в довжину   |
| Місце | результат    | Місце        | результат    | Місце        | Результат (команда) | Місце              | Результат (команда) | Місце               | результат         |                     |
| ----- | ------------ | ------------ | ------------ | ------------ | ------------------- | ------------------ | ------------------- | ------------------- | ----------------- | ------------------- |
| 1939  | 3            | 12,5         | 1            | 25,4         | 1                   | 50,2 («Динамо»)    | не проводилася      | не проводилася      |                   |                     |
| 1940  | 1            | 12,3         | 1            | 25,4         | 1                   | 50,1 (зб. Москви)  | не проводилася      | не проводилася      |                   |                     |
| 1943  | 3            | 12,5         |              |              | не проводилася      | не проводилася     | не проводилася      | не проводилася      | 3                 | 5,13 м              |
| 1944  | 2            | 12,4         | 1            | 25,7         | не проводилася      | не проводилася     | не проводилася      | не проводилася      |                   |                     |
| 1946  | 1            | 12,1         | 1            | 24,9         | 1                   | 49,5 (зб. Москви)  | не проводилася      | не проводилася      | 1                 | 1.44,2 (зб. Москви) |
| 1947  | 1            | 12,2         | 3            | 25,7         |                     |                    |                     |                     |                   |                     |
| 1948  |              |              |              |              |                     |                    | 1                   | 1.43,0 («Динамо»)   |                   |                     |
| 1949  | 1            | 12,0         | 1            | 25,1         | 1                   | 48,5 (зб. Москви)  | 1                   | 1.42,1 (зб. Москви) |                   |                     |
| 1950  | 1            | 12,2         | 2            | 25,0         | 1                   | 47,7 («Динамо»)    | 1                   | 1.41,2 («Динамо»)   |                   |                     |
| 1951  | 2            | 12,4         | 3            | 25,3         | 1                   | 48,2 (зб. Москви)  | 1                   | 1.42,0 (зб. Москви) |                   |                     |
| 1952  | 3            | 12,3         |              |              | 2                   | 48,3 («Динамо»)    |                     |                     |                   |                     |

| Дистанція    | Час  | Дата       | Місце           | Турнір           |
| ------------ | ---- | ---------- | --------------- | ---------------- |
| біг на 100 м | 12,0 | 16.07.1944 | Москва          |                  |
|              | 11,9 | 22.08.1946 | Осло            | чемпіонат Європи |
| біг на 200 м | 25,2 | 29.08.1939 | Харків          | чемпіонат СРСР   |
|              | 25,1 | 5.08.1946  | Москва          |                  |
|              | 24,9 | 12.09.1946 | Дніпропетровськ |                  |
|              | 24,8 | 27.08.1950 | Брюссель        | чемпіонат Європи |